# درمان با ضربه الکتریکی تشنج‌آور
درمان با ضربهٔ الکتریکی تشنج‌آور یا درمان با الکتروشوک (ECT)، که قبلاً تحت عنوان شوک درمانی شناخته می‌شد، یک روش درمانی روان‌پزشکی است که در آن تشنج از طریق الکتریکی در بیماران ایجاد می‌شود تا بتواند از اختلالات روان‌پزشکی رهایی یابد. به‌طور معمول، ۷۰ تا ۱۲۰ ولت با تماس بر پوست سر بیمار برای چند ثانیه اعمال می‌شود.
روش ECT اولین بار در سال ۱۹۳۸ توسط روان‌پزشک ایتالیایی اوگو سرلتی انجام شد. و به سرعت فراگیر شد. ECT اغلب با رضایت آگاهانه به عنوان یک مداخله ایمن و مؤثر برای اختلال افسردگی عمده، شیدایی و کاتاتونیا مورد استفاده قرار می‌گیرد.
یک دوره ECT برای حدود ۵۰٪ از مبتلایان به اختلال افسردگی اساسی مقاوم به درمان، چه تک قطبی باشد یا دو قطبی ، مؤثر است. حدود نیمی از افرادی که پاسخ به درمان داده‌اند، در طی ۱۲ ماه عود می‌کنند. عوارض جسمی ECT شبیه به عوارض بیهوشی عمومی مختصر است. : 259  بلافاصله پس از درمان، شایع‌ترین عارضه جانبی سردرگمی و از دست دادن حافظه موقتی است. در بین روشهای درمانی برای زنان باردار با افسردگی شدید، ECT روشی ایمن است
یک دوره معمول ECT شش تا دوازده جلسه به‌صورت دو یا سه بار در هفته انجام می‌شود تا زمانی که علائم بهبود یابد. ECT تحت بیهوشی به همراه شل کننده عضله صورت می‌گیرد.
قرار گرفتن الکترودها می‌تواند دو طرفه باشد که در آن جریان تنها به یک نیمکره مغز منتقل می‌شود. به نظر می‌رسد قرارگیری دو طرفه الکترود نسبت به قرار دادن یک طرفه الکترود دارای اثر بیشتری است، اما خطر بیشتری برای از دست دادن حافظه نیز به همراه دارد. بعد از درمان، معمولاً دارو درمانی ادامه می‌یابد و ممکن است برخی از بیماران همچنان درمان‌های ECT را برای دورهٔ نگهدارنده ادامه دهند.

### استفاده پزشکی
شوک درمانی در موارد زیر کاربرد دارد:
اختلال افسردگی اساسی
در مورد اختلال افسردگی اساسی، ECT فقط در مواردی که سایر درمانها شکست خورده‌اند، یا در مواقع اضطراری مانند خودکشی قریب‌الوقوع، مورد استفاده قرار می‌گیرد.

#### کاتاتونیا
ECT به‌طور کلی یک روش خط دوم برای مبتلایان به کاتاتونیا است که به درمان‌های دیگر پاسخ نمی‌دهند، اما یک روش خط اول برای کاتاتونیا شدید یا تهدید کننده زندگی است.

#### شیدایی
ECT برای معالجه افرادی که شیدایی شدید یا طولانی دارند، استفاده می‌شود. NICE آن را فقط در شرایط تهدید کننده زندگی یا هنگامی که درمان‌های دیگر با شکست مواجه شده‌اند توصیه می‌کند و به عنوان یک روش خط دوم برای شیدایی دو قطبی توصیه شده‌است.

#### اسکیزوفرنی
در موارد شدید و مقاوم به درمان و در نوع کاتاتونیک مؤثر است
«اختلال هویت تجزیه ای»
ECT باعث می شود فرد خاطرات تلخ گذشته را فراموش کند و چند شخصیت تبدیل به یک شخصیت می شود.

### اثرات
گذشته از ت موجود در مغز، خطرات کلی جسمی ناشی از ECT شبیه به بیهوشی عمومی مختصر است. گزارش جراح عمومی آمریکا می‌گوید که "هیچگونه منعی برای استفاده از آن وجود ندارد. : 259  بلافاصله پس از درمان، شایع‌ترین عوارض جانبی سردرگمی و از دست دادن حافظه است. برخی از بیماران بعد از ECT دچار درد عضلانی می‌شوند. این امر به دلیل ایجاد فعالیت‌های عضلانی به دلیل عدم شل شدن عضلات در طول تشنج است. ECT منجر به آسیب مغزی نمی‌شود. میزان مرگ و میر در طی ECT حدود ۴ در ۱۰۰۰۰۰ روش است.
در حالی که هیچ منع مصرفی برای ECT وجود ندارد، خطر برای بیمارانی که شرایط قلبی عروقی ناپایدار یا شدید یا آنوریسم دارند، افزایش می‌یابد. همچنین برای افرادی که اخیراً دچار سکته مغزی شده‌اند، کسانی که فشار داخل جمجمه ای بالا دارند (به عنوان مثال به دلیل تومور مغزی جامد)، یا دچار بیماری شدید ریوی هستند یا عموماً در معرض خطر بالایی برای دریافت بیهوشی هستند. : 30 
در بزرگسالان، ECT برای چندین اختلال روان‌پزشکی، با عوارض جانبی اندک و نسبتاً خوش‌خیم بسیار کارآمد است.

#### نقص شناختی
اختلال شناختی گاهی بعد از ECT مشاهده می‌شود. در حالی که توسط برخی نویسندگان غیر پزشکی ادعا شده‌است که فراموشی رتروگراد تقریباً در کلیه بیمارانی که ECT دریافت می‌کنند، رخ می‌دهد، بیشتر متخصصان این اثرات جانبی را نسبتاً غیر معمول می‌دانند. گزارش انجمن روان‌پزشکی آمریکا (APA) در سال ۲۰۰۱ اذعان می‌کند: «در بعضی از بیماران بهبودی از فراموشی رتروگراد ناقص خواهد بود، و شواهد نشان داده‌اند که ECT می‌تواند منجر به از دست رفتن مداوم یا دائمی حافظه شود.» این تأثیرات گفته شده ECT بر حافظه بلند مدت است که بیشتر نگرانی در مورد استفاده از آن را ایجاد می‌کند. با این حال، روش‌های مورد استفاده برای اندازه‌گیری از دست دادن حافظه به‌طور کلی ضعیف است و کاربرد آنها برای مبتلایان به افسردگی، که دارای نقایص شناختی از جمله مشکلات حافظه هستند، مشکل ساز بوده‌است.

### تکنیک
ECT نیاز به رضایت آگاهانه بیمار دارد. : 1880 
این که آیا داروهای روان‌پزشکی قبل از درمان خاتمه یابد یا ادامه داده شود بستگی به شرایط دارد. اما، داروهایی مانند لیتیوم و بنزودیازپین‌ها قطع می‌شوند.
قرار دادن الکترودها و همچنین میزان دوز و مدت زمان تحریک بر اساس هر بیمار تعیین می‌شود. : 1881 
در ECT یک طرفه، هر دو الکترود در یک طرف سر بیمار قرار می‌گیرد. ECT یک طرفه برای به حداقل رساندن عوارض جانبی از جمله از دست دادن حافظه استفاده می‌شود.
بلافاصله قبل از درمان، داروی بیهوشی مثل methohexital، اتومیدیت، یا تیوپنتال، و یک شل کننده عضله مانند suxamethonium (سوکسینیل کولین)، و گاهی اوقات آتروپین تجویز می‌شود. در اقلیت کشورهایی مانند ژاپن، هند، و نیجریه، ECT ممکن است بدون بیهوشی استفاده شود.
```
در حین پروسه EEG , ECG و میزان اکسیژن خون بیمار در طول درمان تحت نظر گرفته می‌شود.
[
۵۳
]
 
:
 
1882
 
```

### مکانیسم عمل
با وجود چندین دهه تحقیق، مکانیسم دقیق عملکرد ECT مبهم است.